# سامح درويش
سامح درويش شاعر وكاتب مغربي من مواليد 1957 بمنتزه كفايت بإقليم جرادة- شرق المغرب، كتب القصة والرواية والشعر والمقالة وله أيضا إصدارات مشتركة. نشر أعماله في العديد من الصحف الوطنية والعربية. شارك في العديد من الفعاليات والملتقيات الثقافية، وتم تكريمه في عدة لقاءات وطنية.

## مسيرته الشخصية والمهنية
حاصل على الإجازة في اللغة العربية وآدابها من كلية الآداب بوجدة بالمغرب في عام 1984. وعلى شهادة الدراسات العليا المعمقة تخصص النقد الأدبي المغاربي. اشتغل بوزارة التربية الوطنية وتقلد عدة مناصب. مثقف وفاعل جمعوي شغل المهام التالية:
- 1990: مندوب جهوي لجمعية الشعلة للتربية والثقافة بالناظور.
- 1993: عضو اتحاد كتاب المغرب.
- 1997: مؤسس وكاتب عام لمنتدى رحاب للثقافة والتضامن والتنمية بوجدة
- 1997: مؤسس وعضو المجلس الإداري لمنتدى المواطنة بالدار البيضاء.
- 1998: رئيس جمعية المسرح الطلائعي بوجدة.
- 2002: مؤسس وعضو الأمانة العامة لمنظمة الفضاء المغاربي.
- 2003: رئيس جمعية كفايت للثقافة والتنمية بإقليم جرادة.
- 2005: نائب رئيس شبكة الجمعيات التنموية بالجهة الشرقية (RADO).
- 2009: رئيس منتدى رحاب للثقافة والتضامن والتنمية.
- 2016: رئيس " نادي الضفادع " بوجدة.
- 2017: عضو بيت الشعر في المغرب.
- 2017: عضو جمعية الهايكو العالمية.
- 2019: رئيس «نادي هايكو موروكو»

كما شغل عدة مهام بالصحافة نورها كما يلي:
- مراسل سابق لجريدة وطنية باللغة العربية.
- رئيس مكتب جهوي سابق لجريدة وطنية.
- عضو سابق في المكتب الجهوي للنقابة الوطنية للصحافة.
- رئيس تحرير سابق لجريدة جهوية.
- كاتب أعمدة صحفية متنوعة في جرائد وطنية وجهوية.
- مقالات وملفات صحفية متنوعة.
- المشاركة في برامج إذاعية وتلفزية متنوعة.
- المشاركة في بوابات رقمية متعددة.

## مسيرته الإبداعية
بدأ الأديب سامح درويش مسيرته الإبداعية بإصدار مجموعته القصصية «هباء خاص» عام 1999، وروايته «ألواح خنساسًا» عام 2004، التي حازت على جائزة «ناجي نعمان» الأدبية، مما أعطى أكثر من إشارة على نفس سردي قادم من الشّرق المغربي. لكنّه سرعان ما كسر أفق الاحتمال بإعلان ولائه لحساسية شعرية قادمة من الشّرق الأقصى، الهايكو الياباني، وراح يحقّق فيها فتوحاتٍ جماليةً لافتةً للانتباه.
تأكد ذلك من خلال غزارة انتاجاته في هذا المضمار كما يتضح من لائحة مؤلفاته.

## مؤلفاته
- هباء خاص / مجموعة قصصية / منشورات منتدى رحاب 1999.
- ألواح خنساسا/ رواية حائزة على جائزة ناجي نعمان الأدبية / منشورات مؤسسة النخلة للكتاب 2004.
- القهقهات / مجموعة شعرية / منشورات وزارة الثقافة 2010.
- مراتيج باب البحر / ديوان شعري مشترك مع شعراء عرب / منشوران إنانا بتونس
- كتاب شطحات الدرويش / ديوان شعري / منشورات الموكب الأدبي 2014 ط1 / 2015 / ط 2.
- «خنافس مضيئة» / مجموعة هايكو / منشورات الموكب الأدبي 2015.
- «برشاقة أكروبات» / ديوان شعري / منشورات الموكب الأدبي 2015.
- «100 هايكو» (ترجمة إلى الإنجليزية – الفرنسية والإسبانية) منشورات الموكب الأدبي 2016.
- «الهايكو العربي وشعريات هايكو العالم» / أشغال ندوة / إعداد وتقديم / منشورات الموكب الأدبي 2016 .
- «موكب الهايكو» أصوات هايكو من شرق المغرب / كتاب جماعي / إعداد / منشورات الموكب الأدبي 2016.
- «مئة هايكو وهايكو» / مجموعة هايكو مشتركة مع الشاعر العراقي عبد الكريم كاصد / منشورات الموكب الأدبي 2017.
- النقد القصصي المغاربي: المفاهيم والبنيات/ منشورات «مقاربات».
- «ما أكثرني.. مع قطرات الندى أتقاطر» – ديوان هايكو / منشورات Editions plus.
- «المشهدية في الهايكو» – منشورات ديجيتال كاردن / بالاشتراك مع الشاعر العراقي عبد الكريم كاصد.
- «عصافير تحلق في الأعماق» – ديوان هايكو / دار النشر ملتقى الطرق.

## الجوائز
حازت روايته «ألواح خنساسًا» عام 2004 على جائزة "ناجي نعمان" الأدبية.

## وصلات خارجية
حوارات مع شاعر الهايكو المغربي سامح درويش:
- https://francheval.com/ar/حوار-فرانشيفال-مع-شاعر-الهايكو-المغرب
- https://elmawja.com/blog/حوار-مع-الهايكيست-سامح-درويش-الهايكو-ه
- https://www.alquds.co.uk/جماليات-الهايكو-العربي-عند-المغربي-س
- https://www.alaraby.co.uk › secondbank › 2019/10/12